# Burgstall Hirnsberg
Der Burgstall Hirnsberg, auch Alter Hof genannt, ist eine abgegangene Höhenburg auf 550 m ü. NHN hoher Spornlage des Wirtsberges etwa 375 Meter nordwestlich der Kirche von Hirnsberg, einem Ortsteil der Gemeinde Bad Endorf im Landkreis Rosenheim in Bayern. Die Anlage wird als Bodendenkmal unter der Aktennummer D-1-8139-0020 in der Bayerischen Denkmalliste als „Burgstall des hohen Mittelalters ("Altenhirnsberg")“ geführt.

## Geschichte
Die Burg wurde von den Herren von Hirnsberg erbaut und um das Jahr 1100 erstmals als Herrantisperch erwähnt. Die Hirnsberger, die auch die Burg Hohenaschau gründeten, und sich anschließend von Aschau nannten, waren Lehensleute der Grafen von Falkenstein-Neuburg, möglicherweise waren sie auch mit ihnen verwandt. Nach dem Umzug auf die Burg Hohenaschau saß in der zweiten Hälfte des 13. Jahrhunderts auf der Burg Hirnsberg die sogenannte äußere Linie der Aschauer. 1378 wurde die Burg durch Herzog Stephan III. von Bayern zerstört und nicht wieder errichtet. Danach diente die Ruine den umliegenden Anwohnern als Steinbruch.
Vermutlich war die Burg Speckerturm eine Nebenburg der Hirnsberger.
Von der ehemaligen Burganlage zeugen heute nur noch Reste der Umwallung.